# Cernătești, Dolj
Cernătești là một xã thuộc hạt Dolj, România. Dân số thời điểm năm 2002 là 2229 người.